# Они сражались за Родину (фильм)
«Они́ сража́лись за Ро́дину» — советский фильм Сергея Бондарчука в двух частях по одноимённому роману Михаила Шолохова. Лучший фильм по опросу журнала «Советский экран» в 1976 году. Съёмки фильма проходили с мая по октябрь 1974 года в Волгоградской области. Картина стала одной из первых, снятой по новой системе с универсальным форматом кадра, и могла печататься как в обычном, так и в широкоэкранном и даже широкоформатном вариантах.
В кинотеатрах СССР фильм посмотрели 40,6 миллионов зрителей, в ПНР — 1,302 миллионов. В 1977 году он был удостоен Государственной премии РСФСР имени братьев Васильевых.
Фильм стал последней работой в карьере Василия Шукшина. Актёр скончался во время съёмок, ночью во сне. В оставшихся сценах доснялся Юрий Соловьёв, когда-то учившийся во ВГИКе вместе с Шукшиным, после съёмок Лопахина озвучил уже Игорь Ефимов.

## Сюжет
Жаркий июль 1942 года. Красная армия, несмотря на ожесточённое сопротивление, отступает к Дону. Потерявший в боях большое количество солдат, советский стрелковый полк отходит к Сталинграду. Во время привала уставшие солдаты разговаривают на разные темы, купаются и спят. Один из солдат полка, бронебойщик Пётр Лопахин (Василий Шукшин), производящий впечатление весельчака и балагура, ведёт тяжёлую беседу с Николаем Стрельцовым (Вячеслав Тихонов) о положении на фронте. Искупавшись в реке, Лопахин уходит в близлежащую деревню за солью и ведром для только что наловленных раков. Рассчитывая на свою говорливость и обаяние, Лопахин обращается с просьбой к старухе-казачке (Ангелина Степанова), но натыкается на презрительное отношение, поскольку солдаты отступают, фактически оставляя местных жителей на произвол судьбы. После тяжёлого разговора, в котором выясняется, что за маской весельчака у Лопахина скрывается серьёзный человек, глубоко переживающий за судьбу своей страны, старуха выполняет просьбу Лопахина. Но поесть раков не удаётся, поскольку начинается наступление немцев.
Командование даёт задание занять и удерживать высоту посреди степи. С трудом вырыв в каменистой земле окопы, бойцы полка оборудуют позиции и отражают первую танковую атаку при помощи гранат и противотанковых ружей. Перед второй волной немецкая авиация наносит бомбовый удар по позициям полка, в результате чего многие бойцы и командиры гибнут, тяжёлую контузию получает рядовой Николай Стрельцов. Вторая танковая атака немцев едва не заканчивается прорывом, но прибывшее советское подкрепление контратакой отбрасывает противника.
Полк проходит ночью по горящему пшеничному полю. Рядовой Иван Звягинцев (Сергей Бондарчук), в прошлом комбайнер, ужасается количеству причинённого войной ущерба.
Дойдя до очередного хутора, бойцы готовятся к бою, а Лопахин, кокетничая с местной заведующей молочной фермой Глашей (Лидия Федосеева-Шукшина), добывает для своего подразделения два бидона молока. В очередном бою он вместе с помощником, вторым номером расчёта рядовым Александром Копытовским (Георгий Бурков) сбивает из ПТРД-41 немецкий штурмовик Junkers Ju 87, который взрывается, врезавшись в холм.
Наступает затишье, полк готовится вступить в бой с наступающим противником. Командир полка лейтенант Голощёков (Николай Губенко) вызывает Лопахина к себе, благодарит его за сбитый самолёт и делится грустной новостью: к позициям полка приближаются крупные силы противника, а командование приказывает во что бы то ни стало удерживать оборону. Возвращаясь в окопы, Лопахин обходит позиции, разговаривая в шутливой форме (а на самом деле прощаясь) со своими однополчанами — бронебойщиком, сибиряком Акимом Борзых (Алексей Ванин) и поваром Петро Лисиченко (Николай Шутько), оставившим в тылу полевую кухню с приготовленным обедом и пришедшим на передовую, чтобы помочь своим товарищам. После налёта немецкой авиации и артиллерийской подготовки начинается танковая атака. Танки прорываются и давят позиции обороняющихся: смертью храбрых гибнет молодой ефрейтор Кочетыгов, на последнем вздохе успев поджечь танк при помощи бутылки с горючей смесью. Начинается вторая волна налёта люфтваффе, ещё более сильная, чем первая. В жестоком бою под бомбами и снарядами гибнут многие однополчане, в том числе Борзых и Лисиченко, смертельно ранен лейтенант Голощёков. Советские солдаты идут в контратаку, во время которой рядовой Звягинцев получает тяжёлое осколочное ранение от разрыва мины. Немцы отброшены, а молоденькая, хрупкая медсестра (Татьяна Божок) с трудом вытаскивает крупного («до войны — 93 килограмма») Звягинцева с поля боя.
Вынеся с поля боя и похоронив последнего офицера в полку (лейтенанта; Николай Губенко), полк отступает дальше — за Дон. Во время привала рядовой Некрасов (Юрий Никулин), отец четверых детей, веселит солдат-однополчан смешной историей про то, как, находясь на постое в деревенском доме, он ночью случайно напугал спящую на печи дряхлую старуху, которая решила, что он лезет к ней приставать.
В медсанбате врач-хирург (Инокентий Смоктуновский) и ассистирующая ему военврач 3-го ранга (Ирина Скобцева) оперируют раненого Звягинцева без наркоза, доставая многочисленные осколки из ног и спины.
Остатки полка располагаются в очередной станице, но в кладовой нет продуктов, а местные жители отказываются кормить отступающих солдат. Разговор с местным председателем колхоза, бывшим фронтовиком и инвалидом (Геннадий Сафронов) результата не даёт, так как он принимает их за «бегунцов». Лопахин предпринимает попытку очаровать неприступную на вид жительницу деревни — Наталью (Нонна Мордюкова) — и весь день помогает ей по хозяйству. Ночью Лопахин пытается соблазнить женщину, но та в темноте бьёт его в глаз. Наутро Лопахин видит изобилующий продуктами стол и делает вывод, что его план всё же удался. Наталья же с горечью отвечает ему, что у неё есть муж, который сейчас лежит в госпитале, а еду местные женщины приготовили только потому, что старшина полка (Иван Лапиков) ночью пришёл к председателю колхоза и рассказал о том, что его солдаты на днях дали тяжелейший бой противнику. Наталья добавляет, что местные жители готовы отдать всё, что у них есть, лишь бы солдаты их защитили.
Полк отведён в тыл на отдых и пополнение личного состава. Лопахин в толпе замечает своего старого друга, рядового Николая Стрельцова. Оказывается, тот сбежал из медсанбата. Несмотря на полную глухоту и заикание от полученной контузии, Стрельцов присоединяется к своим боевым товарищам. Оставшиеся в живых однополчане собираются на пригорке и видят, как большие силы советских войск двигаются в сторону Сталинграда — готовясь к решающему сражению.
Полк потерял много людей (осталось не больше 30 человек), но сберёг своё знамя. Прибывший раненный полковник (Евгений Самойлов) перед строем сердечно благодарит бойцов, произносит слова клятвы донести знамя победы до стен Берлина. Фильм заканчивается цитатой Михаила Шолохова: «Если любовь к Родине хранится у нас в сердцах, и будет храниться до тех пор, пока эти сердца бьются, то ненависть к врагам мы всегда носим на кончиках штыков».

## В ролях
- Василий Шукшин — рядовой Пётр Федотович Лопахин, бронебойщик, первый номер расчёта ПТРД-41, бывший шахтёр (дублёр — Юрий Соловьёв, озвучивание — Игорь Ефимов)
- Вячеслав Тихонов — рядовой Николай Стрельцов, бывший агроном
- Сергей Бондарчук — рядовой Иван Звягинцев, бывший комбайнёр
- Георгий Бурков — рядовой Александр Копытовский, бронебойщик, второй номер расчёта ПТРД-41
- Юрий Никулин — рядовой Некрасов
- Иван Лапиков — старшина Поприщенко
- Николай Губенко — лейтенант Голощёков
- Николай Волков — рядовой Никифоров
- Андрей Ростоцкий — ефрейтор Кочетыгов
- Николай Шутько — повар Петро Лисиченко
- Евгений Самойлов — полковник Марченко
- Нонна Мордюкова — Наталья Степановна, жительница хутора
- Иннокентий Смоктуновский — врач-хирург
- Ирина Скобцева — полковой военврач 3-го ранга
- Ангелина Степанова — старая казачка
- Татьяна Божок — санинструктор
- Лидия Федосеева-Шукшина — Гликерия (Глаша), заведующая молочной фермой (озвучила Наталья Гундарева)
- Даниил Ильченко — Лука Михалыч, конюх на молочной ферме (последняя роль в кино)
- Алексей Ванин — бронебойщик, рядовой Аким Борзых
- Николай Горлов — санитар
- Геннадий Сафронов — председатель колхоза
- Борис Никифоров — капитан Сумсков (озвучил Олег Ефремов)
- Анатолий Переверзев — Хмиз
- Виталий Леонов — рядовой
- Михаил Чигарёв — рядовой
- Станислав Бородокин — рядовой
- Леонид Трутнев — рядовой
- Пётр Меркурьев — рядовой
- Андрей Попов — авторский текст за кадром

## Съёмочная группа
- Автор сценария и режиссёр-постановщик — Сергей Бондарчук
- Главный оператор — Вадим Юсов
- Главный художник — Феликс Ясюкевич
- Композитор и дирижёр — Вячеслав Овчинников
- Второй режиссёр — Владимир Досталь
- Звукооператор — Юрий Михайлов
- Монтажёр — Елена Михайлова
- Второй режиссёр (параллельная группа) — Анатолий Чемодуров
- Оператор, комбинированные съёмки (параллельная группа) — Юрий Невский
- Художники-гримёры — Михаил Чикирев, Всеволод Желманов
- Художник по костюмам — Надежда Бузина
- Консультанты — Михаил Казаков, Сергей Харламов, Н. Петренко, В. Гурьев
- Директор картины — Игорь Лазаренко

## Награды

Памятник героям фильма «Они сражались за Родину»
Москва, Фрунзенская набережная

- 1975 — Лучший фильм года по версии журнала «Советский экран», а Василий Шукшин — лучший актёр.
- На XX Карловых Варах (1976 год) — премия Союза антифашистских борцов Чехословакии.
- На XIV кинофестивале в Панаме (1976 год) — премия за режиссёрскую работу Сергею Бондарчуку. Премия за лучшее исполнение 27 мужских ролей солдат, за лучшее исполнение второстепенной роли — Татьяне Божок.
- Государственная премия РСФСР имени братьев Васильевых (1977 год).

## Память
30 ноября 2016 года возле здания Министерства обороны России на Фрунзенской набережной была открыта скульптурная композиция по мотивам фильма.
На месте съёмок фильма в хуторе Мелоклетском Клетского района Волгоградской области установлена часовня и памятник с надписью

Здесь, на этом утёсе, во время съёмок фильма «Они сражались за Родину» любил обдумывать свои замыслы великий русский актёр, режиссёр и писатель Василий Макарович Шукшин.

Телеканалом «Россия» был снят документальный фильм «Они сражались за Родину. Фильм о фильме».